# Suka Marga (Curup Selatan)
Suka Marga is een bestuurslaag in het regentschap Rejang Lebong van de provincie Bengkulu, Indonesië. Suka Marga telt 707 inwoners (volkstelling 2010).